# ハートレス
ハートレス（Heartless）は、スクウェア・エニックスのコンピュータゲーム「キングダム ハーツ シリーズ」に登場する架空の生物である。

## 概要
シリーズを通して物語に最も多く登場する敵。人の心の闇が膨らみ続けて完全に闇に染まると、その心はハートレスという怪物と化す。そしてハートレスは人の心の闇に反応し、心を奪って次々と増殖してゆく。知性は乏しく、基本的には心を奪うという本能のみで行動する。別称「心なきもの」。『KH』のストーリー序盤でのレオン達の説明では「心を失った者達」とされていたが、正確に述べるならば「自らの心の闇に打ち敗れた心のみの存在」である。
遥か昔から数は少ないものの存在していたが、本編開始から10年ほど前に賢者アンセムが心の研究を始めたことにより爆発的に増加し、幾つもの世界を闇に飲み込んでいった。事態を憂慮したアンセムは実験を中止するが、闇に惹かれていた6人の弟子に無の世界へと追放され、以降も実験は継続された。この内、1番弟子であるゼアノートは師であるアンセムの名を自ら名乗るようになり、さらに自身がハートレスになれば本能のみで動くハートレスをも統率できると考え、肉体を捨ててハートレスとなっている。他の5人の弟子も同じようにハートレスとなっているが、人型を保ったままハートレスとなったのはゼアノートだけだった。
それぞれの世界には「扉」と「鍵穴」があり、その奥にはその世界の心が存在している。より大きな心を求めるハートレスが目指すのは世界の心であり、心を奪われた時その世界は闇に飲まれて崩壊する。しかし伝説の武器である「キーブレード」で鍵穴を閉じられてしまえば二度とその世界の心には辿り着けなくなるため、ハートレスはキーブレードの所有者を狙い続ける習性を持つ。
賢者アンセムの仮説によると自らの意思でハートレス化した場合は、以前の記憶や姿や自我が残るらしい。例として、以前の記憶と姿を保ったままハートレスとなったゼアノート、姿はハートレスとなったもののかすかに自我を保っていたソラが確認されている。『KH2』では スカーが自らの意思でも無いにもかかわらずハートレス化した際に姿を保っていたが、自我を保っているかは不明。
『KHIII』ではアクアが心が闇に染まった事でアンチ・アクアと化しているが、これはハートレス化した訳ではない。後に野村哲也は「闇に落ちるのと心が抜けちゃうのは話が全然違う。闇落ちしているのは心は抜けてなくて、心を持ったまま心が闇落ちちゃった。ハートレスになってしまうってのが心が体から抜けちゃうので、全然違う現象です」と語っている。

## 分類
ハートレスの分類としては、ピュアブラッド、エンブレムの2種類に分けられる。ピュアブラッドは人の心の闇から自然派生するもので、全身が黒に覆われているものが多い。光の世界だけでなく闇の世界でも出現し、闇の世界に生息するハートレスは全てピュアブラッドである。エンブレムはレイディアントガーデン（ホロウバスティオン）のアンセムの研究室にあるハートレス合成装置で作られた人工的なハートレスで、多くの種類が存在する。その名の通り、体表のどこかにマーク（茨が巻きついたハートと十字架を模していて、茨は心が闇に飲まれたことを意味している。また、茨は異端の印を意味している。また、このマークは、ハートレスになる前のアンセム（ゼアノート）の本体のひとりであるテラが身に着けていたエラクゥス一門の紋章と似たデザインになっている。）が記してある。エンブレムは闇の世界には存在せず、光の世界もしくは狭間の世界でのみ生息している。また、全体的な特徴として丸く黄色い瞳を持っている。
しかし、初代におけるポッドスパイダーおよびバレルスパイダーはジミニーメモの記述では「古い壺(樽)が自然にハートレス化した」と述べられているのに、倒すと後述のハートが出現し、その一方で紋章が外見からは確認できないなど、ピュアブラッドとエンブレムのどちらにも分類が困難なハートレスもごく一部存在する。
また､強い心を持った者がハートレスになった時、残された肉体と魂が意思を持って動き出すことがある。ノーバディを参照。
エンブレムのハートレスをキーブレードで倒すと心が放出される。本編上では触れられていないが、この心はハートレス化した際に消滅してしまった身体と共に元の心の持ち主に再生するという設定が存在する。キーブレード以外で倒す事も不可能ではないが、それで開放された心はいずれ他のハートレスに取り込まれてしまうため、一時的にハートレスの数を減らすだけである。
ハートレスになった者はキーブレードで倒され心を解放されることにより元の姿に戻る。しかし肉体がノーバディになっている場合はそのノーバディが消滅する（ハートレスとは違いキーブレードが関わらなくてもよい）まで元の姿に戻ることはできない。しかしソラがハートレス化した時（ノーバディのロクサスが誕生した時）は、カイリに抱き締められただけで復活できた。このように上記の制約に逆らって元に戻れたのは、ソラとカイリの心の繋がりの強さによるものと賢者アンセムが語っている。

## ゲーム中の登場
キングダム ハーツ
闇の力を使える者にとってハートレスは容易く扱えるものであり、ディズニー・ヴィランズの手下として使役された。しかしその裏にはさらに“闇の探求者アンセム”と名乗ったゼアノートが暗躍しており、ヴィランズをうまく動かして、すべての心の源である巨大な扉「キングダムハーツ」を手に入れようとしていた。しかしソラたちの活躍によってゼアノートは倒され、キングダムハーツへと通じていた「闇の扉」を閉めたことでハートレスによって滅ぼされた世界は全て元に戻っていった。
キングダム ハーツ チェイン オブ メモリーズ
XIII機関一部の目論みで記憶から作られたカードが幻を生み出す「忘却の城」が舞台のため、ソラ、リクの記憶から生まれたものが登場した。
キングダム ハーツII
ハートレスは元々は自然発生するもののため、キングダムハーツが閉められた後もまだ多くが残存し、引き続きピートなどのヴィランズに使われた。XIII機関の手によりキーブレードでハートレスを倒した時に放出される心が集められ、再びキングダムハーツが作られようとしていたが、XIII機関はキーブレードの使い手達に敗れその計画が完遂されることはなかった。
キングダム ハーツ 358/2 Days
XIII機関のロクサスが主人公であり、キーブレードを使うことができる彼にはハートレスを討伐してハートを回収する任務が多く与えられた。
キングダム ハーツ コーデッド
ジミニーメモに記録されたデータとして登場。ジミニーメモの中の世界で起こっていた異変の原因となっている。倒しても解放された心はデータ化できないので倒されたハートレスが解放するのは心ではなく、ハートレスの闇の意思である。最終的にはデータバグをも超越した巨大ダークサイドが登場する。
キングダム ハーツ バース バイ スリープ
回想シーンにてマスター・ゼアノートがχブレードを作り出すためにヴェントゥスをネオシャドウと戦わせようとした他、闇の世界に堕ちたアクアがダークサイドの群れと遭遇するシーンにおいて登場。本作は概要にて解説した賢者アンセムの研究が行われる前に起こった出来事だが、その時から既にハートレスが存在していたのがわかる。
キングダム ハーツ キー
遥か過去のおとぎ話の時代であるが、予知書から未来の世界を構成する形で登場する。そのため、ピュアブラッドのみならずエンブレムも存在する。この時代のキーブレード使い達は、ハートレスを倒す事で心を解放するのではなくルクスとギルトを集めている。
キングダム ハーツ 0.2 バース バイ スリープ -フラグメンタリー パッセージ-
闇の世界が舞台のため、BbSのエンディングで描かれたようにより強大となって登場。ダークサイドが複数体出現したり、初登場となるデビルズタワーがアクアを苦しめる。
キングダム ハーツIII
またしても世界中に蔓延しているばかりか、ヴァニタスの復活によってアンヴァースも出現している。アンヴァースとは共存関係にある模様で、同時に出現して共に襲いかかってくることもある。
キングダム ハーツ ダーク ロード
本編の数十年前の時代ではまだキーブレード戦争による消滅から再生しきれていない世界が多く、そう言った世界ではまだ人は再生しておらずハートレスが蔓延るようになっている。また、ハートレスとは「人間の心の闇が具現化したもの」とされており、本来心の奥に抑制される負の感情が抑えきれなくなった結果、ハートレスとして生まれると語られている。

## 主な登場ハートレス

### ピュアブラッド
シャドウ（Shadow）
虫を思わせるような触角が頭部にある。
動きも緩慢で対した強さではないが、影状になって地面を移動している時、一切の攻撃を受け付けない。基本的に大群であらわれ、質より量で押し切るかのように襲い掛かってくる。
ネオシャドウ、ギガントシャドウ、メガシャドウ、ネクストシャドウなど、様々な派生種がいるハートレスでもある。
ダークサイド（Darkside）
巨大なボスハートレス。
『KH』では闇を象徴するかのようにソラの前に度々現れた。シャドウを召喚したり、胸のハート型の空洞から追尾エネルギー弾を発射してきたりして攻撃してくる。
ソラ・ハートレス(Sora's Heartless)
ジミニーメモに記録されていたソラのハートレス。データ世界に異変を引き起こしていた元凶。データ世界のハートレスを倒した際に放出される闇の意思を喰らって力を付け、データの外の世界に出ようとした。
ネオ・ダークサイド (Neo Darkside)
体に文様が浮き出たダークサイド。炎や氷の力を帯びたパンチや、地面から飛び出る攻撃をする。
デビルズタワー (Demon Tower)
夥しい数のシャドウが名前通り塔のように連なった集合体。攻撃時には渦を巻くように叩きつけてきたり、無数のシャドウに分離して強襲する。
デビルズウェーブ (Demon Tide)
デビルズタワーよりも更に大量のシャドウが集合したもので、デビルズタワーと異なる部分は大量のシャドウが歪に融合した核が存在する。名前の通り正にシャドウの大波であり、蛇のような動きの「飛行形態」と渦を巻く「竜巻形態」を駆使してタワー以上に猛烈な波状攻撃を仕掛ける。
この状態になると、エンブレムのハートレス、ノーバディ、アンヴァースを見境なく取り込み、自身の一部にしてしまう。

### エンブレム
ソルジャー（Soldier）
ほぼ全作に共通登場する種類。全身に鎧を装着しているような姿。シャドウよりは多少強いものの、攻撃が単調で読みやすく、所詮雑魚の領域を出るには至らない。集団で動くよりも単独行動を好む傾向にある性質が、それに拍車をかけていると言えるだろう。
ラージボディ（Large Body）
極端に太った丸い体形。正面から通常攻撃を放っても弾き返されてしまうため、背後・側面からの攻撃や、魔法攻撃が重要となってくる。攻撃モーションはどれも大振りだが、ガード不能の衝撃波などを用いてくるので、少々厄介な敵。
レッドノクターン（Red Nocturne）/ブルーラプソディ（Blue Rhapsody）/イエローオペラ（Yellow Opera）/グリーンレクイエム（Green Requiem）
魔法使い系。それぞれ「ファイア」「ブリザド」「サンダー」「ケアル」を唱え、使用する魔法と同じ属性攻撃を吸収してしまう（グリーンレクイエムは全属性吸収）。
続編においてはこれら魔法使い系のハートレスの派生種が多数登場し、最もバリエーションの多いハートレスとなっている。また名称には「色」+「音楽」という法則性がある。
ホワイトマッシュルーム（White Mushroom）
キノコ系。名前通り白いキノコのような外見をしている。
ハートレスとしては珍しく攻撃してこない。時折寒がっていたり、疲れきっているような仕草を見せる。彼らが取っている行動に合わせて、特定の魔法を使用すると喜び、3回喜ばせるとレアアイテム・大量の回復プライズを残して消える。このホワイトマッシュルームのように、キノコ型ハートレスはソラに危害を加えることはあまりなく、その特有の条件を満たすことで希少なアイテムなどをドロップする特殊な種類である。
『2FM』ではキノコ系列はXIIIキノコ（じゅうさんきのこ）というXIII機関を真似したような個体が登場し、背中にナンバーが書かれたコートを着用している。リアクションコマンドでバトル開始すると各ナンバー様々なミッションで倒すこととなり、ナンバー13を除いて再戦が可能。
闇の探求者アンセム（Ansem, Seeker of Darkness）
『KH』にてハートレスを操り、いくつもの世界を闇に飲ませた黒幕。ゼアノート（テラ＝ゼアノート）のハートレスであり、師のアンセムの名を騙る。シリーズにおいては、人の姿を保った唯一のハートレスである。元々は茶色のローブを羽織った姿だったが、リクの体を乗っ取ることで元の人間体に酷似した姿を手に入れた。
うしろの人 (Dark Figure)
闇の探求者アンセムとテラ=ゼアノートの背後に付き従う屈強な怪物。「うしろの人」とは『KH3』アルティマニアや書籍『キングダム ハーツ シリーズ キャラクター ファイルズ』の記述によるもので、作中では「影」「怪物」などと呼ばれる。その中にはテラ=ゼアノートの本来の肉体の持ち主であるテラの心が封じ込められている。
ワールドオブカオス (World of Chaos)
『KH』のラストボス。闇の探求者アンセムがうしろの人と融合し、巨大戦艦の如き禍々しい異形へと変貌したもの。その巨大さ故に撃破するためには周囲の砲台、艦首の顔、内部のメインコア、発生する闇の穴、アンセム本体と、多数の部位を破壊しなければならない長期戦となる。
フリングホルニ (Hringhorn)
『DR』のラストボス。闇の器となったバルドルが呼び出したハートレス。三日月状の兜を被っており、胴体は大剣か棺のような姿をしている。戦闘時には騎士のような姿にもなり、双剣を腕のように振り回す。最終決戦ではバルドルと同化し、ゼアノートとエラクゥスに襲い掛かる。